# はっぴいマリア
『はっぴいマリア』は、仲原敬太郎による日本の漫画作品。『月刊少年マガジン増刊GREAT』（講談社）にて1999年5月号より2002年3月号まで隔月連載された。モンスターコメディ漫画でありながら、性表現も同誌の掲載作品の中でも一番過激で裸体描写は毎回あり、緊縛描写も時折あった。

## 登場人物
マリア
主人公。人間年齢で16歳。
吸血鬼と狼女のハーフで狼女であり母でもあるキャロラインの血を一番引いており、太陽の下に出ても平気だが、丸い物体を見るとたちまち狼女に変貌し、巨大化して暴れ回る。女性キャラクターで唯一、全裸描写が多い。
第27話以降、コウやリンダが通う学校に通学するようになる。
伯爵
マリアの父で吸血鬼。本名は不明。美女の生き血が好物で、ホームステイ中のリンダの血を吸おうとするが、プリムやコロンらに邪魔されてことごとく失敗している。
キャロライン
伯爵の妻にしてマリアの母であり狼女。マリアが6歳の時に他界しており、第10話などの回想シーンに登場。
ロッキー
マリアが飼っているオスの愛犬。
プリム

コロン

透明人間男

馬

コウ
マリアの彼氏でありクラスメート。フルネームは円伊コウ。男性キャラクターで唯一、マリアの裸体を一度も見たことがない。
リンダ

## 単行本
- 仲原敬太郎『はっぴぃマリア』講談社〈月マガKC〉、全4巻
  - 第1巻、2000年5月12日発売[1]、ISBN 978-4-06-333726-6
  - 第2巻、2000年12月13日発売[2]、ISBN 978-4-06-333751-8
  - 第3巻、2001年9月13日発売[3]、ISBN 978-4-06-333788-4
  - 第4巻、2002年5月15日発売[4]、ISBN 978-4-06-333824-9